# Cementerio de animales
«Cementerio de mascotas» (título original en inglés: «Pet Sematary») es una novela de terror publicada en 1983 del escritor estadounidense Stephen King. En México la editorial Edivisión la tituló inicialmente como Semeterio de mascotas, respetando la falta ortográfica en el título, la cual se explica dentro de la novela. Fue nominada para los "World Fantasy Award for Best Novel" (Premio a la Mejor Novela) en 1984, y llevada al cine en 1989 con el título de Pet Sematary bajo la dirección de Mary Lambert. y en 2019 con Cementerio maldito, protagonizada por Jason Clarke, Amy Seimetz y John Lithgow.
La novela está inspirada, según comentarios del propio autor, en el cuento La pata de mono, del escritor británico W. W. Jacobs.

## Argumento
Louis Creed, un buen médico, se instala en una hermosa casa en Ludlow (Maine) junto con su esposa, Rachel y sus dos hijos, Ellie y Gage. Al llegar al lugar donde se encuentra la residencia conoce a Judson "Jud" Crandall, un viejo y amable vecino de los Creed con quien terminan enlazando una amistad.
Sin embargo, no todo es tan hermoso como parece, pues al lado de las casas de Louis y Jud se encuentra una peligrosísima carretera por la que circulan camiones durante todo el día y toda la noche (la mayoría de ellos a exceso de velocidad).
Todo era normal hasta que, llevado por su vecino, conoce un misterioso cementerio de mascotas cuyo cartel, pintado por los niños de la ciudad dice «Pet Sematary» (Sematary: grafía infantil de la palabra «cemetery», cementerio) que se encuentra atravesando un camino detrás de su patio.
Un antiguo cementerio que los niños y adolescentes del pueblo utilizan para sepultar a sus queridas mascotas, las cuales fallecían de diferentes maneras (la mayoría arrolladas en la carretera por los camiones) y en donde se realizan enterramientos desde muchísimos años.
Mientras trabaja en la universidad de medicina, un joven universitario llamado Víctor Pascow es llevado de urgencia allí a causa de un accidente de tránsito. Su cuerpo está destrozado, el líquido cefalorraquídeo, sangre y otras sustancias caen de él. En su lecho de muerte, el joven le recomienda alejarse del cementerio de animales y de lo que existe más allá de este, pues las consecuencias podrían ser devastadoras. Dado el mensaje, ocurre lo esperado, su muerte.
Esa misma noche, el espíritu de Pascow visita a Louis y lo lleva al cementerio de animales, para decirle que no pase por ahí, tras lo cual Louis tiene la sensación de que los troncos de la cerca se convierten en huesos.
Tras esto, varios días después, ocurre la muerte del gato de Ellie, Church. Jud ofrece enterrar al gato en un cementerio cercano al de animales, recorriendo un largo camino hacia arriba termina llevándolo a un antiguo cementerio que pertenecía a los indios Micmac, donde convence a Louis de sepultar el cadáver del gato. En ese momento Jud no da mucha más explicación a Louis, sólo que el entierro debe hacerlo este último porque "cada quien debe enterrar a los suyos"  a pesar de la confusión y protestas del médico, cuyas protestas tenían como motivo la lejana ubicación del cementerio, con dificultad lo entierra.
Al día siguiente, el gato regresa de entre los muertos, siendo maloliente, agresivo y torpe. Louis queda impactado al verlo sobre la escalera y acude a la casa de Jud para hablar de lo ocurrido. Este le explica que las tierras de más allá del cementerio de mascotas eran sagradas y mágicas para los amerindios de la zona. En esas tierras se creó un cementerio donde se enterraban seres queridos que habían fallecido, devolviéndolos a la vida. Luego añadió que, en ese momento, el lugar estaba maldito por la entidad demoníaca "Wendigo" denominada así por los Micmac. Por esta razón, los dueños de esa tierra hace muchos años dejaron de utilizar el lugar por las desgracias que producía. Además de presuntamente abandonar las tierras de Maine por el terror y la cacería que el wendigo le daba a sus poblados y campamentos. Contó acerca del perro de su infancia, Spot, al cual había enterrado allí y volvió de manera dócil pero con un olor a muerto que jamás se fue. También cuenta que muchos animales fueron enterrados ahí (principalmente perros y gatos), volviendo de manera dócil solo que un poco lentos y atontados, no representando un daño para los dueños y sus familias. Sin embargo, no todos los animales enterrados ahí regresaron de buena manera o dóciles; el toro Hanratty de McGovern's, al cual luego tuvieron que matar por haberse vuelto extremadamente agresivo y violento. Contó también que lo había hecho porque su niña amaba mucho al animal, no para perjudicarla, y que sólo en esa ocasión con ese toro había ocurrido algo malo con un animal resucitado, sin embargo también comenta que al ser un lugar mágico el cementerio indio suele influir en las acciones de las personas, haciéndolas sentir una gran necesidad de utilizar esas tierras y de compartir el secreto con alguien, una especie de empujón a experimentar con lo desconocido y prohibido según palabras de Jud, empujón que no todos son capaces de resistir.
Pasan los meses y todo transcurre normal, pero la muerte de Gage Creed, el hijo menor, ocurre; siendo atropellado de manera brutal por un camión en la carretera. Esto provoca un desequilibrio emocional y psicológico en toda la familia Creed.
Tras la muerte de Gage, Jud se acerca a Louis para comentarle qué podría ocurrir si alguien enterrase a una persona en aquel cementerio y narra un hecho sobre Timmy Baterman, un chico muerto en la guerra. Las personas que se enterraban allí regresaban convertidas en algo maligno por lo que tendían a ser demonios en vida, decían verdades aterradoras con una excitación sobrenatural, y tendían a asesinar a las personas más cercanas. Con esas palabras quería decir a Louis que, por más dolido que estuviese, no se le tendría que ocurrir jamás enterrar a su hijo en el cementerio indio. Pues lo que regresaría de la tumba no sería su hijo, sino algo repugnante y malévolo.
A pesar de todo lo contado, Louis comienza a sentir cada vez más el empujón descrito por Jud, por lo que bajo la influencia del cementerio y de la falsa esperanza de que Gage regrese con normalidad, cede a su dolor, envía a Ellie y a Rachel con sus suegros a Chicago para que ellas no se enteren de lo que pretende hacer, enterrar al bebé en el cementerio Micmac.
Ellie empieza a tener pesadillas relacionadas con el cementerio, Gage, espíritus y su padre. Rachel, después, decide desesperadamente volver a Maine.
Por la madrugada, mientras Louis duerme, Gage regresa a su casa. Toma el bisturí de trabajo de su padre y sale, dirigiéndose a la casa de Jud. Este es asesinado con dicha herramienta por el hijo de Louis, el cual en ese momento es un ser demoníaco, "tocado por el wendigo", según los Micmacs. Una vez que su madre llega a la casa de Jud, después del viaje, Rachel es asesinada sorpresivamente por su hijo.
Louis despierta y, aterradoramente, se da cuenta de que falta un bisturí. Se dirige inmediatamente con un sedante de dosis mortales a la casa de su vecino, no sin antes matar al gato inyectándole este. Entra a la casa y descubre el cadáver de Jud en la cocina y luego, el de Rachel. Gage se abalanza sobre Louis desde las escaleras e intenta matarlo, pero no tiene oportunidad ya que su padre esquiva el ataque e inyecta el sedante, tras ver los últimos indicios de humanidad del pequeño Gage, Louis queda en shock, acurrucado en una esquina de la pared.
Al salir, Louis quema la casa de Jud con los cuerpos sin vida de Jud y de Gage, y habiéndose vuelto loco se lleva el cadáver de Rachel con la certeza de recuperarla, de la misma manera que lo intentó fallidamente con Gage.
Steve Masterton (amigo y colega de trabajo de Louis) llega al lugar de los hechos y observa una multitud de gente alrededor de la casa de Jud en llamas. A lo lejos divisa a Louis, quien se está internando en lo profundo del bosque, con un cuerpo en los brazos cubierto por una sábana. Steve corre hasta el lugar y encuentra a Louis. Cuando este habla y le pregunta si quiere acompañarlo, Steve nota que no está en sus cabales y, aun así, siente un impulso por subir allí arriba. Está a punto de hacerlo cuando, al tropezar, se da cuenta de lo que está por hacer y sale corriendo.
Louis es interrogado por unos oficiales y no encuentran indicios claros de lo que ha pasado, por lo tanto no le acusan de nada. Esa misma noche, por la madrugada, Louis espera a Rachel tranquilamente, escucha que la puerta se abre a sus espaldas, los zapatos acercándose a él y el toque frío de una mano con la voz de Rachel diciendo "amor mío".

## Contexto
En 1979, King se encontraba instalado como profesor en la Universidad de Maine en una casa de alquiler. Dicha casa estaba adyacente a una peligrosa carretera en la que a menudo solían morir atropellados por camiones, animales, como perros y gatos. Un día el gato de su hija fue atropellado por uno de los muchos camiones que atravesaban la vía. El joven King le explicó a su hija todas las dudas que le habían surgido de pronto sobre la muerte. Pocos días después de la muerte del animal, empezó a imaginar que es lo que sucedería si una familia sufriera la misma tragedia, pero que el gato volviese a la vida "erróneamente". Luego se imaginó lo que sucedería si el hijo menor de esa familia también fuera asesinado por otro de los camiones. Decidió escribir un libro basado en estas ideas, y que el libro sería una nueva versión de "La pata del mono" (1902), un cuento de W. W. Jacobs sobre los padres cuyo hijo resucita después de que deseen que esto pase. 
King admitió, que de todas las novelas que escribió esta fue la que más le asustó.

## Adaptaciones
- Fue llevada al cine en 1989 (se estrenó con el título Pet Sematary) y dirigida por Mary Lambert, protagonizada por Dale Midkiff como Louis Creed, Fred Gwynne como Jud Crandall, Denise Crosby como Rachel Creed y Miko Hughes como Gage Creed. Un hombre, Andrew Hubatsek, fue elegido para el papel de Zelda porque los cineastas no pudieron encontrar una mujer con la forma ósea suficientemente enferma para retratarla. El grupo Los Ramones grabó la canción que lleva el título de la película y se puede encontrar en su álbum Brain Drain.

- Una secuela, Pet Sematary Two, se estrenó en 1992, de nuevo con la dirección de Mary Lambert, la cual está ambientada 10 años después de los acontecimientos de la primera entrega.

- South Park - "Capitulo cementerio indio". El cementerio indio fue visto por primera vez en la segunda temporada episodio "El Pez Espeluznante" en el que se construyó una tienda de mascotas en la parte superior de la misma. Esto dio lugar a un portal a otra dimensión y los animales malos y la gente lo usa para llegar a esta dimensión. El cementerio indio también se ofrece en la temporada nueve en el episodio "Marjorine" en el que se utiliza como una parodia del libro homónimo de Stephen King por cierto padre de Butters entierra el supuestamente muerto Butters en él para revivirlo de entre los muertos.

- Una nueva readaptación de la novela fue estrenada el 5 de abril de 2019. Es dirigida por Dennis Widmyer y Kevin Kölsch e interpretada por Jason Clarke como Louis Creed, Amy Seimetz como Rachel Creed, John Lithgow como Jud Crandall, Jeté Laurence como Ellie Creed y los gemelos Hugo y Lucas Lavoie como Gage Creed.